# Дем (група)
Вижте пояснителната страница за други значения на Дем.
„Дем“ (на английски: Them) е северноирландска музикална група, основана в Белфаст през април 1964 г. Сред най-добрите ѝ песни е „Gloria“.
Оригиналната петчленна банда се състои от Ван Морисън, Алан Хендерсън, Рони Милингс, Били Херисън и Ерик Риксън. На американския пазар е посрещната като част от Британската инвазия.
„Дем“ регистрират 2 британски хита – „Baby, Please Don't Go“ (№10 в Обединеното кралство) и „Here Comes the Night“ (№2 в ОК, №2 в Ирландия). Последната, заедно с „Mystic Eyes“, се превръща в хитове от „Топ 40“ в Щатите.
Групата е трамплин в кариерата на Морисън. Той напуска през 1966 г. и прави успешна кариера като солов творец.
Въпреки краткотрайността на битието им белфастката група оказва съществено значение на други банди, например „Дорс“.